# Spaanse glanserebia
De Spaanse glanserebia (Erebia hispania) is een vlinder uit de onderfamilie Satyrinae van de familie Nymphalidae, de vossen, parelmoervlinders en weerschijnvlinders. Sommige auteurs beschouwen de iets kleinere Erebia rondoui als synoniem van deze naam.
De Spaanse glanserebia komt lokaal voor in de Sierra Nevada. De vlinder vliegt op hoogtes van 1800 tot 2700 meter boven zeeniveau. De soort leeft in allerlei vegetaties met gras op berghellingen.
De soort vliegt in een jaarlijkse generatie van juni tot augustus. De rupsen overwinteren en verpoppen in het voorjaar. De Spaanse glanserebia gebruikt soorten Poa en Festuca als waardplanten